# Ruskeneset
Ruskeneset är en arkeologisk boplats belägen på gården Søreide i Fana nära Bergen i Norge. 

## Boplatsernas läge
Överhång med branta fjällväggar kallas på norska hellere och de var ofta föremål för förhistoriska boplatser. Vid Ruskeneset finns en tidvattenström, Nordåströmmen som för näringsrikt vatten till platsen och ger goda förutsättningar för djurlivet på platsen. Söder om Straume bro vid Nordåsvannet upptäcktes två tjocka kulturlager med avfall från en boplats från förhistorisk tid. Boplatsen daterades till yngre stenålder men också till yngre bronsålder och in i äldre järnålder från 1000 f.Kr. till omkring 500 f.Kr. Boplatsen öster om bron är förstörd av ett vägbygge. Den andra boplatsen ligger högre väster om vägen och är delvis bevarad. Havsnivån var på boplatserna tid ungefär 7 meter över dagens nivå och strandlinjen var olik nutidens. Området var otillgängligt från landsidan men med båt från havssidan var de lätta att nå.

### Boplatsens ekonomi
Människorna på Ruskeneset levde av jakt, fångst och fiske. Området hade stora stenblock och var lämpligt för jägare i förhistorisk tid. Platsen hade ett rikt djurliv i havet, utmärkta fiskeplatser bankar med skaldjur, Öar och stränder hyste många sälar. Lövskogen på kusten gav bra livsvillkor för landdäggdjur där bland annat rådjur strövade i flockar. En kvartsfyndighet i berget vid Ruskeneset använde som råmaterial för verktyg. Rika fynd av redskap för fiske tillverkade i ben, horn och sten har grävts fram. Många djurben visar att platsen använts för hjort- och säljakt. Fynden är talrika  med pilspetsar, krokar, benharpuner. Flera rester av mänskliga skelett har tolkats så att platsen kan ha varit en permanent bosättning men det är osäkert.

### Boplatsens betydelse
Ruskeneset är en central och viktig boplats som berättar om den blandade kultur, där jakt och jordbruk utvecklades parallellt i slutet av stenåldern och bronsåldern. Haakon Shetelig stod för utgrävningarna under åren 1915/1916. På boplatsen hittas två föremål i brons, inga redskap utan enkla metallklumpar i ett lager som Shetelig daterade till stenåldern. (Ruskenesset: en stenalders jagtplass sid 39).
Människobenen bestod dels av fragment med benbitar och tänder i kulturlagret dels av en trolig begravning med fler än en individ. Tänderna var från unga individer något barn. En kindtand hade inte brutit fram ur käken ännu. Dessa tänder hittades utan ett spår av den käke de suttit i. Lösa tänder är inte helt ovanliga på stenåldersboplatser. Från begravningen hittades rester av tre individer. Skelettbenen var trasiga och hade grävts ut mindre sakkunnigt och blivit svårt skadade vid upptagningen. Det var omöjligt att ta vanliga antropologiska mått på skeletten. Två var äldre individer med mycket nedslitna tänder. Nedslitningen av tänderna under förhistorisk tid menade Brinkman berodde på mjölet som var blandat med stenflisor då det malts på stenkvarnar med mera stenkross i sädesmjölet. De tre individerna var av båda könen. Ett av skeletten har C14-daterats till slutet av yngre stenålder.  (Ruskenesset: en stenalders jagtplass sid 15-16).

### Fast boplats eller jaktstation
I de tidiga publikationerna daterades boplatsen främst till senneolitisk tid med hjälp av flintdolkar som hittades på boplatsen varav en som gravgåva. Shetelig tror inte att platsen varit fast bebodd utan ser det som en jaktstation som blivit besökt under många år i följd av personer bosatta på en annan plats. Spår av råg hittades i en krukskärva men dokumentation för jordbruksnäringar var sparsamma på platsen. Tre av benen är senare  C14-daterade till bronsåldern. Det finns ben från husdjur som nötkreatur, grisar, får och hundar. Vilda arters ben dominerade materialet; de är av rådjur, säl och val, men också bäver och björn. Det finns många arter av vadarfåglar närvarande, inklusive den i Norge utdöda gamen. Örnar hittades också. 
Fiskbenen bestod av torskfisk, men även arter som piggvar och guldbraxen. Sju arter av skaldjur dokumenterades. Brinkmanns undersökning av benmaterialet från sälar och rådjur visade att det i första hand var ben av extremiteter som bevarades på Ruskeneset, inte rester av kroppen. Brinkman menade att djurkropparna hade förts hem till huvudboplatserna. Ruskeneset tolkades alltså som en jaktstation; större delen av året hade man bott på annat håll och jordbruk och djurhållning ingick i förvärvet förutom jakt. Detta är en tolkning som fortfarande verkar rimlig för denna boplats.
Andra har hävdat att tecknen på kännedom om jordbruk är efter utbyte vid kontakter och att befolkningen på Ruskaneset har varit en ren jägarbefolkning.